# 支配 (圖論)
| 1                       | dom | 1 | 2 | 3 | 4 | 5 | 6 |
| 2                       | dom |   | 2 | 3 | 4 | 5 | 6 |
| 3                       | dom |   |   | 3 |   |   |   |
| 4                       | dom |   |   |   | 4 |   |   |
| 5                       | dom |   |   |   |   | 5 |   |
| 6                       | dom |   |   |   |   |   | 6 |
| 支配关系图              |     |   |   |   |   |   |   |
| 灰色节点 表示非严格支配 |     |   |   |   |   |   |   |
| 红色节点 表示直接支配   |     |   |   |   |   |   |   |

在计算机科学中，控制流图的一个节点（基本块） d 支配节点 n，当且仅当从开始节点（可以理解为源）到节点 n的每一条路径均要经过节点d，写作d dom n (一写作d {\displaystyle \gg } n)。根据上述定义，容易得到每个节点均支配其自身。
一些相關概念：
- 说一个节点 d 严格支配节点n，当且仅当 d支配 n 而不等于 n。
- 节点 n 的直接支配节点（immediate dominator），简称 idom 是一个独特的节点，它严格支配节点 n，却不严格支配任何严格支配节点n的其他节点。不是所有的节点均有直接支配节点，如开始节点就没有。
- 一个节点 d 的可支配边界是一个点集，其中任意节点n均满足， d 能支配 n 的前驱结点，却不能严格支配 n。就是 d 支配能力的极限。
- 一个支配树是一棵树，它的所有节点儿子是被其直接支配的所有节点。由于直接支配节点是唯一的，故其为一棵树，开始节点即为树根。
- 求解支配树一般使用 Tarjan 算法

## 求解支配树的一般方法
一般而言，会使用 Tarjan 算法在 {\displaystyle O(|V|+|E|)}的时间内将其求出

### 大概步骤
首先来介绍一些这个算法的大概步骤
1. 对图进行DFS（深度优先遍历）并求出搜索树和DFS序。这里用 {\displaystyle dfn[x]}表示点 {\displaystyle x}在dfs序中的位置。
2. 根据半必经点定理计算出所有的半必经点作为计算必经点的根据
3. 根据必经点定理修正半必经点，求出支配点。

### 半必經點
用 idom[x] 表示點 {\displaystyle x}的直接支配节点，用 semi[x] 表示點 {\displaystyle x}的半必經點。
那什麼是半必經點呢？
```
對於一個節點 

  

    

      

        
Y

      

    

    
{\displaystyle Y}

  

，存在某個點 

  

    

      

        
X

      

    

    
{\displaystyle X}

  

能夠通過一系列點 

  

    

      

        

          
p

          

            
i

          

        

      

    

    
{\displaystyle p_{i}}

  

（不包含 

  

    

      

        
X

      

    

    
{\displaystyle X}

  

和 

  

    

      

        
Y

      

    

    
{\displaystyle Y}

  

）到達點 

  

    

      

        
Y

      

    

    
{\displaystyle Y}

  

且 

  

    

      

        
∀

        
i

        
 

        
d

        
f

        
n

        
[

        
i

        
]

        
>

        
d

        
f

        
n

        
[

        
Y

        
]

      

    

    
{\displaystyle \forall i\ dfn[i]>dfn[Y]}

  

，就稱 

  

    

      

        
X

      

    

    
{\displaystyle X}

  

是 

  

    

      

        
Y

      

    

    
{\displaystyle Y}

  

的半必經點，記做 semi[Y]=X
```

當然一個點的“半必經點” {\displaystyle X}會有多個，而且這些半必經點一定是搜索樹中點 {\displaystyle X}的祖先。
對於每個點，只需要保存其半必經點中最小的一個，下文中用表示點的半必經點中值最小的點的編號。
可以更書面一點的描述這個定理：
- 對於一個節點 {\displaystyle Y}考慮所有能夠到達它的節點，設其中一個為 {\displaystyle X}
- 若 {\displaystyle dfn[X]<dfn[Y]}，則 {\displaystyle X}是 {\displaystyle Y}的一個半必經點

- 若 {\displaystyle dfn[X]>dfn[Y]}，那麼對於 {\displaystyle X}在搜索樹中的祖先 {\displaystyle Z}(包括 {\displaystyle X})，如果滿足 {\displaystyle dfn[Z]>dfn[Y]}那麼 semi[Z] 也是 {\displaystyle Y}的半必經點

## 历史
计算机科学中支配的概念第一次被提出是在Reese T. Prosser在1959年一篇关于流网络的论文中提出的 而在此论文中，Prosser并未提出一种有效算法以计算支配关系,解决这一问题的有效算法直到十年后才被 Edward S. Lowry and C. W. Medlock 提出。Ron Cytron等人在1989年将其应用于高效计算应用于静态单赋值形式的φ 函数时对其重新燃起了兴趣。